# Einsame Herzen (1932)
Einsame Herzen (OT: The Purchase Price) ist ein Spielfilm von William A. Wellman mit Barbara Stanwyck in der Hauptrolle aus dem Jahr 1932. Es entstand nach dem Roman The Mudlark von Arthur Stringer.

## Handlung
Die Cabaretsängerin Joan Gordon beendet ihre stürmische Beziehung zum Gangster Eddie Fields, um den reichen Don Leslie zu heiraten. Da jedoch Dons Vater die dubiose Vergangenheit von Joan herausbekommen hat, wird die Hochzeit abgesagt. Statt wieder zum zynischen Eddie zurückzukehren, flieht Joan nach Montreal, wo sie als Sängerin in einem billigen Etablissement arbeitet. Eddies Kumpane spüren Joan jedoch auch in Kanada auf, und sie fühlt sich bedroht. Als sie kurz darauf erfährt, dass ihr Zimmermädchen Joans Foto statt des eigenen bei einem Heiratsinstitut eingereicht hat, nutzt sie die Gelegenheit und reist statt des Zimmermädchens nach Elk’s Crossing, North Dakota. Dort heiratet sie ohne alle Umschweife sofort nach ihrer Ankunft den Weizenfarmer James Gilson.
Die Ehe verläuft alles andere als harmonisch. Joan ist am ersten Abend abgestoßen von den rauen Art, mit der Jim sich ihr zu nähern versucht. Erst als Jim in große wirtschaftliche Not gerät, erkennt Joan den Wert von Jims moralischer Standhaftigkeit. Sie beginnt, sich in Jim zu verlieben. Als sie eines Nachts von einem Besuch bei Nachbarn zurückkehrt, findet sie Eddie im Wohnzimmer vor. Eddie versucht alles, um Joan zu bewegen, mit ihm in die Stadt zu kommen. Jim ist überzeugt, dass Joan ein wertloses Frauenzimmer sei und weist ihr die Tür. Verzweifelt bittet Joan Eddie, ihr Geld zu leihen, damit sie die Hypothek auf der Farm auslösen kann.
Jim verzeiht Joan und beide arbeiten Seite an Seite, als kurz vor der Ernte, die über das weitere Schicksal der Farm entscheiden wird, ein Feuer die Weizenfelder erfasst. Die Eheleute bekämpfen gemeinsam die Flammen und gestehen sich ihre Liebe.

## Hintergrund
Barbara Stanwyck war bereits ein bekannter Namen in Hollywood, als sie auf der Basis eines nicht-exklusiven Vertrages zu Warner Brothers gekommen war. Vorangegangen waren erhebliche Spannungen und Streitereien mit Columbia Pictures, wo Stanwyck 1930 mit Ladies of Leisure unter der Regie von Frank Capra zum Star aufgestiegen war. Warners zahlten der Schauspielerin pro Film mindestens $ 50.000 und gewährten ihr Mitspracherecht bei den Drehbüchern. Das Prestige von Stanwyck zeigte sich auch darin, dass sie als Miss Barbara Stanwyck angekündigt wurde, eine Ehre, das Studio bislang nur George Arliss und John Barrymore zugestanden hatte, die jeweils mit dem prestigeträchtigen Zusatz Mr. vor dem Namen im Vorspann erschienen.
William A. Wellman stand zu Beginn der 1930er bei Warner Brothers als Regisseur unter Vertrag, wo er meist Filme mit sozialkritischem Hintergrund drehte. Seine Arbeiten an Safe in Hell sowie die Filme mit Barbara Stanwyck wie Night Nurse und eben The Purchase Price zeigten die Verzweiflung und materiellen Nöte, die die Weltwirtschaftskrise ausgelöst hatte am Beispiel von dramatischen Frauenschicksalen. Star und Regisseur hatten bereits kurz zuvor bei der Verfilmung des Edna Ferber Romans So Big ein Drama über das beschwerliche und entbehrungsreiche Leben von Farmersleuten auf die Leinwand gebracht, das auf verhaltene Zustimmung von Kritik und Zuschauern gestoßen war. Wellman und Barbara Stanwyck kamen gut miteinander aus. In späteren Jahren äußerte sich die Schauspielerin positiv über die Zusammenarbeit mit Wellman, der entgegen seinem Ruf als Wild Bill freundlich und geduldig gewesen sei.
Die Schauspielerin ist in dem Film mit dem Song Take Me Away erstmals als Sängerin auf der Leinwand zu sehen. Insgesamt leidet der Streifen allerdings unter einem weitgehend unplausiblen Drehbuch und einer Vielzahl von unlogischen Wendungen.
Der Film ging zunächst unter dem Titel The Mudlark in Produktion, wurde dann in Night Flower umbenannt, um schließlich unter The Purchase Price in den Verleih zu kommen.

## Kritik
Die meisten Kritiker bemängelten den kompletten Mangel an Logik in der Handlung.
So befand die New York Times kritisch:

„[Der Film] ist komplett unglaubwürdig und bietet eine der wüstesten Stories, die je verfilmt wurden. […] Einige Szenen sind unzweifelhaft gut, aber insgesamt hat man den Eindruck, als hätten 15 Drehbuchautoren ohne jede Absprache untereinander an der Geschichte gearbeitet.“

Variety war ebenfalls nicht zufrieden mit dem Ergebnis und meinte spitzfindig:

„Wenn das Studio Barbara Stanwyck nicht endlich zurück von der Scholle nimmt, wird ihre Karriere auf dem Boden liegen. Das ist der zweite Film in Folge mit einem bäuerlichen Hintergrund. Beide Filme hatten dieselbe Erdverbundenheit und wenn dieser Streifen etwas aufregender als die Edna Ferber Verfilmung beginnt, so endet das ganze Unterfangen trotz Nachtclubglamour bedeutend langweiliger. […] George Brent und Barbara Stanwyck sind absolut fehlbesetzt.“

In der Zeitschrift Los Angeles Examiner befand der Rezensent Jerry Hoffman

„Barbara Stanwyck kommt erneut mit einem Farmersdrama in die Kinos. "So Big" gab ihr Spargel und Kohl als Hintergrund, jetzt dreht sich alles um Weizen. […] Die Handlung gibt Miss Stanwyck eine Gelegenheit all die Dinge zu tun, die sie populär gemacht haben, doch am Ende hat die Story nicht ganz die inhaltliche Stärke ihrer bisherigen Filme. […] Miss Stanwycks Darstellung ist wie gewohnt selbstsicher und das macht genau die Ausstrahlung aus, dank derer sie eine der besten dramatischen Schauspielerinnen ist.“